# Klaas Lodewyck
Klaas Lodewyck (Roeselare, 24 marzo 1988) è un dirigente sportivo ed ex ciclista su strada belga. Professionista dal 2009 al 2015, svolge dal 2016 l'attività di direttore sportivo
Si è ritirato dall'attività agonistica nell'agosto 2015 a causa di problemi cardiaci.

## Palmarès
- 2005 (Dilettante, una vittoria)

Omloop Het Nieuwsblad junior
- 2006 (Dilettante, una vittoria)

4ª tappa Sparkassen Münsterland Giro
- 2007 (Dilettante, due vittorie)

2ª tappa Ronde de l'Oise
1ª tappa Triptyque des Barrages

### Altri successi
- 2011 (Omega Pharma-Lotto, due vittorie)

Borsbeek
Kortemark

## Piazzamenti

### Grandi Giri
- Giro d'Italia

2011: 147º
2013: non partito (7ª tappa)
- Vuelta a España

2012: 116º
2013: 120º

### Classiche monumento
- Milano-Sanremo

2013: ritirato
2014: 79º
- Giro delle Fiandre

2010: ritirato
2011: 84º
2013: 74º
2014: ritirato
2015: 86º
- Parigi-Roubaix

2009: ritirato
- Liegi-Bastogne-Liegi

2012: ritirato
2015: ritirato

### Competizioni mondiali
- Campionati del mondo

Varese 2008 - In linea Under-23: ritirato
Copenaghen 2011 - In linea Elite: 63º